# Dioscorea cotinifolia
Dioscorea cotinifolia är en enhjärtbladig växtart som beskrevs av Carl Sigismund Kunth. Dioscorea cotinifolia ingår i släktet Dioscorea och familjen Dioscoreaceae. Inga underarter finns listade i Catalogue of Life.

## Bildgalleri

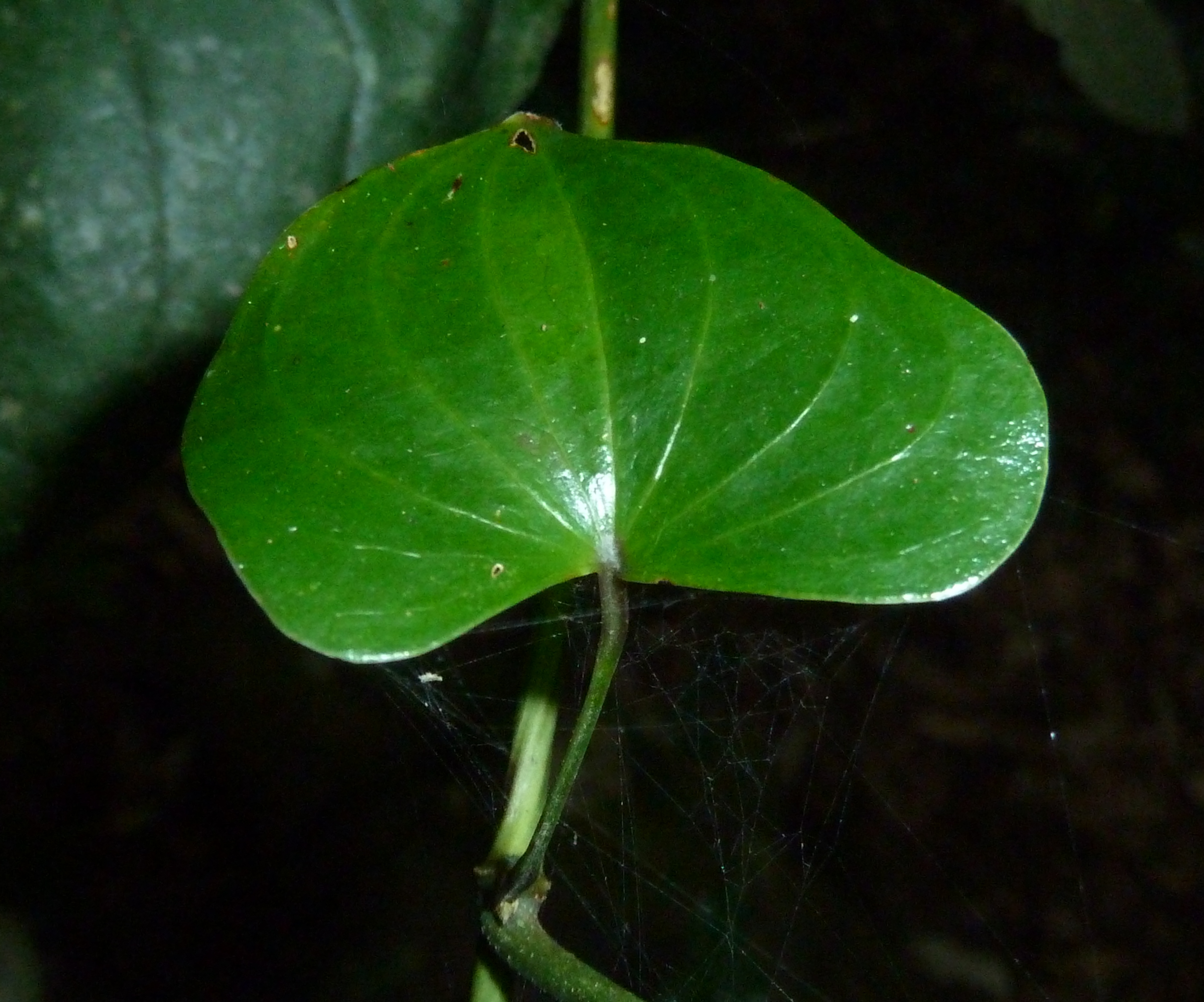